# Apața
Apața (in ungherese Apáca, in tedesco Geist) è un comune della Romania di 3168 abitanti, ubicato nel distretto di Brașov, nella regione storica della Transilvania.